# NGC 2417
NGC 2417 је спирална галаксија у сазвежђу Прамац која се налази на NGC листи објеката дубоког неба.
Деклинација објекта је - 62° 15' 9" а ректасцензија 7h 30m 12,1s. Привидна величина (магнитуда) објекта NGC 2417 износи 12,1 а фотографска магнитуда 12,9. Налази се на удаљености од 43,587 милиона парсека од Сунца. NGC 2417 је још познат и под ознакама ESO 123-15, AM 0729-620, IRAS 07295-6208, PGC 21155.